# Liga Boliviana de Básquetbol
La Liga Boliviana de Básquetbol, denominada LIBOEntel por motivos de patrocinio, es la máxima categoría masculina de baloncesto de Bolivia. El torneo es organizado por la Federación Boliviana de Básquetbol y el campeón clasifica a la Liga Sudamericana de Clubes.
La Federación Boliviana de Básquetbol creó la marca Libobásquet el 24 de agosto de 2013 y su primera edición se jugó desde el mes de marzo del año 2014.

## Historia
- División Mayor del Básquetbol Boliviano (Dimabbol)
  - 1994-2006
- Liga Superior de Baloncesto Boliviano (LSBB)
  - 2007-2013
- Liga Boliviana de Básquetbol (Libobásquet)
  - 2014-presente.

## Patrocinio y televisación

### Patrocinio
| Período       | Patrocinador |
| ------------- | ------------ |
| 2022-presente | Entel        |

### Emisión
- Basquetpass.tv (transmite todos los partidos desde 2024)

## Equipos participantes

### Historial de participantes
Un total de diecinueve (19) equipos distintos han competido en la LIBOBÁSQUET desde su creación. La siguiente lista incluye a todos los clubes que han participado desde su creación en 2014 hasta la temporada actual, acompañada de la cantidad de temporadas que han jugado en la máxima categoría del básquet boliviano.
Nota: En negrita equipos campeones del torneo en alguna ocasión. Sombreados equipos participantes en la actual temporada.
| \| Equipo \| Ciudad \| Temporadas \| \| --------------------------- \| ---------- \| ---------- \| \| Amistad Blacmar \| Chuquisaca \| 7 \| \| Pichincha \| Potosí \| 7 \| \| Atómico Calero \| Potosí \| 6 \| \| CAN \| Oruro \| 6 \| \| La Salle \| Tarija \| 6 \| \| Peñarol \| Cochabamba \| 6 \| \| Universidad \| Santa Cruz \| 6 \| \| La Salle → La Salle Olympic \| Cochabamba \| 5 \| \| Vikingos \| Tarija \| 5 \| \| Andino \| La Paz \| 4 \| \| San Simón \| Cochabamba \| 4 \| \| Bolmar \| La Paz \| 3 \| \| Carl A-Z \| Oruro \| 3 \| \| Rubair \| Cochabamba \| 3 \| \| Derecho \| Oruro \| 2 \| \| Nacional Potosí \| Potosí \| 2 \| \| UCB \| Cochabamba \| 1 \| \| UMSA \| La Paz \| 1 \| \| Ingenieros \| Oruro \| 1 \| |            |            |
| Equipo | Ciudad     | Temporadas |
| Amistad Blacmar | Chuquisaca | 7          |
| Pichincha | Potosí     | 7          |
| Atómico Calero | Potosí     | 6          |
| CAN | Oruro      | 6          |
| La Salle | Tarija     | 6          |
| Peñarol | Cochabamba | 6          |
| Universidad | Santa Cruz | 6          |
| La Salle → La Salle Olympic | Cochabamba | 5          |
| Vikingos | Tarija     | 5          |
| Andino | La Paz     | 4          |
| San Simón | Cochabamba | 4          |
| Bolmar | La Paz     | 3          |
| Carl A-Z | Oruro      | 3          |
| Rubair | Cochabamba | 3          |
| Derecho | Oruro      | 2          |
| Nacional Potosí | Potosí     | 2          |
| UCB | Cochabamba | 1          |
| UMSA | La Paz     | 1          |
| Ingenieros | Oruro      | 1          |

## Historial
| Temporada                                         | Campeón                                           | Res.                                              | Subcampeón                                        | Nota(s)                                               |
| División Mayor de Baloncesto Boliviano (DIMABBOL) | División Mayor de Baloncesto Boliviano (DIMABBOL) | División Mayor de Baloncesto Boliviano (DIMABBOL) | División Mayor de Baloncesto Boliviano (DIMABBOL) | División Mayor de Baloncesto Boliviano (DIMABBOL)     |
| ------------------------------------------------- | ------------------------------------------------- | ------------------------------------------------- | ------------------------------------------------- | ----------------------------------------------------- |
| Sin datos                                         |                                                   |                                                   |                                                   |                                                       |
| Liga Superior de Baloncesto de Bolivia (LSBB)     |                                                   |                                                   |                                                   |                                                       |
| 2007                                              | Millonarios                                       | N/A                                               | Nonis                                             | La LSBB sustituye a la DIMABBOL como organizadora.    |
| 2008                                              | Meta La Salle                                     | N/A                                               | Amistad                                           |                                                       |
| 2009                                              | Millonarios (2)                                   | N/A                                               | Amistad                                           |                                                       |
| 2010                                              | Amistad-Blacmar                                   | N/A                                               | Meta La Salle                                     |                                                       |
| 2011                                              | Amistad-Blacmar (2)                               | N/A                                               | CAN                                               |                                                       |
| 2012                                              | CAN (1)                                           | N/A                                               | Amistad-Blacmar                                   |                                                       |
| Liga Boliviana de Básquetbol (LIBOBÁSQUET)        |                                                   |                                                   |                                                   |                                                       |
| Apertura 2014                                     | Meta La Salle                                     | 1ro/2do                                           | Amistad-Blacmar                                   | La LIBOBÁSQUET sustituye a la LSBB como organizadora. |
| Clausura 2014                                     | Meta La Salle (3)                                 | 2–0                                               | La Salle                                          |                                                       |
| Apertura 2015                                     | Vikingos (1)                                      | 3–0                                               | Meta La Salle                                     |                                                       |
| Clausura 2015                                     | San Simón                                         | 3–0                                               | Vikingos                                          | Campeón invicto                                       |
| 2016                                              | San Simón (2)                                     | 3–1                                               | Pichincha                                         |                                                       |
| 2017                                              | Deportivo Calero                                  | 3–2                                               | Pichincha                                         |                                                       |
| 2018                                              | Deportivo Calero (2)                              | 3–0                                               | CAN                                               | Se instauran premios MVP                              |
| 2019                                              | Pichincha                                         | 3–0                                               | Nacional Potosí                                   | Campeón invicto                                       |
| 2021                                              | Nacional Potosí                                   | 2–1                                               | Pichincha                                         |                                                       |
| 2022                                              | Pichincha (2)                                     | 3–2                                               | Atómico Calero                                    |                                                       |
| 2023                                              | Leones (1)                                        | 3–1                                               | Nacional Potosí                                   |                                                       |
| 2024                                              | Nacional Potosí (2)                               | 3–2                                               | Tarija Básquet                                    |                                                       |
| 2025                                              | Universitario SFX (1)                             | 1ro/2do                                           | Nacional Potosí                                   |                                                       |

### Títulos por equipo
Nota: En negrita campeonatos de la Libobásquet.
| Club              | Títulos | Subcampeonatos | Años Campeón                       |
| ----------------- | ------- | -------------- | ---------------------------------- |
| Meta La Salle     | 3       | 2              | 2008, Apertura 2014, Clausura 2014 |
| Amistad-Blacmar   | 2       | 4              | 2010, 2011                         |
| Pichincha         | 2       | 3              | 2019, 2022                         |
| Nacional Potosí   | 2       | 3              | 2021, 2024                         |
| Deportivo Calero  | 2       | --             | 2017, 2018                         |
| Millonarios       | 2       | –              | 2007, 2009                         |
| San Simón         | 2       | —              | Clausura 2015, 2016                |
| CAN               | 1       | 2              | 2012                               |
| Vikingos          | 1       | 1              | Apertura 2015                      |
| Leones            | 1       | —              | 2023                               |
| Universitario SFX | 1       | --             | 2025                               |
| La Salle Olympic  | —       | 1              |                                    |
| Atómico Calero    | —       | 1              |                                    |
|                   |         |                |                                    |
| Tarija Básquet    | —       | 1              |                                    |
| Nonis             | —       | 1              |                                    |

### Títulos por departamento
| Departamento | Títulos | Subcampeonatos | Equipos campeones                                                   | Equipos Subcampeones                                   |
| ------------ | ------- | -------------- | ------------------------------------------------------------------- | ------------------------------------------------------ |
| Potosí       | 7       | 7              | Pichincha (2), Nacional Potosí (2), Deportivo Calero (2),Leones (1) | Pichincha (3), Nacional Potosí (3), Atómico Calero (1) |
| Tarija       | 6       | 4              | Meta La Salle (3), Millonarios (2),Vikingos (1)                     | Meta La Salle (2), Vikingos (1), Tarija Básquet (1)    |
| Chuquisaca   | 3       | 4              | Amistad-Blacmar (2), Universitario SFX (1)                          | Amistad-Blacmar (4)                                    |
| Cochabamba   | 2       | 1              | San Simón (2)                                                       | La Salle Olympic (1)                                   |
| Oruro        | 1       | 2              | CAN (1)                                                             | CAN (2)                                                |
| Santa Cruz   | 0       | 1              | -                                                                   | Nonis (1)                                              |

## Relevo de clubes entre ediciones
A partir de la gestión 2013 el campeón de la LSBB disputa la liguilla del ascenso/descenso para ingresar a la Libobásquet.
| Año  | Sede Final                                            | Campeón                                               | Subcampeón                                            |
| ---- | ----------------------------------------------------- | ----------------------------------------------------- | ----------------------------------------------------- |
| 2013 | Oruro                                                 | Derecho                                               | UMSA                                                  |
| 2014 | Cochabamba                                            | Ingenieros                                            | UNITEPC                                               |
| 2015 | Calero invitado toma el lugar de Ingenieros de Oruro. | Calero invitado toma el lugar de Ingenieros de Oruro. | Calero invitado toma el lugar de Ingenieros de Oruro. |
| 2016 | La Paz                                                | And-1                                                 | Rubair                                                |
| 2017 | Sucre                                                 | Carl A-Z (Oruro)                                      | Universitario                                         |
| 2018 | Cochabamba                                            | Rubair                                                | Henry                                                 |
| 2019 | Play-Off                                              | Nacional Potosí                                       | Kinwa                                                 |

## Estadísticas

### MVP

#### Finales LIBOBÁSQUET
| Año  | Jugador             | Equipo          |
| ---- | ------------------- | --------------- |
| 2018 | Louis Munks III     | Calero          |
| 2019 | Antone Robinson Jr. | Pichincha       |
| 2021 | Adriano Barreras    | Nacional Potosí |
| 2022 | Adriano Barreras    | Pichincha       |
| 2023 | Ronald Arze         | Leones          |

#### Liga
| Año  | Jugador            | Equipo    |
| ---- | ------------------ | --------- |
| 2018 | Louis Munks III    | Calero    |
| 2019 | Gregory Curvelo    | Rubair    |
| 2021 | Antone Robinson Jr | Pichincha |
| 2022 | Facundo Sanz       | Saracho   |
| 2023 | Daniel Orresta     | Carl A-Z  |

### Entrenadores campeones
| 2010          | Kevin Siroki          | Amistad-Blacmar      |                          | Meta La Salle   |        |
| 2011          | Kevin Siroki          | Amistad-Blacmar      | Walter Llanos            | CAN             |        |
| 2012          | Víctor José Del Barba | CAN                  | Gary Isaacson            | Amistad-Blacmar |        |
| Apertura 2014 | Giovanny Vargas       | Meta La Salle        | Bernard Tarr             | Amistad-Blacmar |        |
| Clausura 2014 | Giovanny Vargas       | Meta La Salle        | Juan Carlos Berruti      | La Salle        |        |
| Apertura 2015 | Giovanny Vargas       | Vikingos             | Norberto Yáñez           | Meta La Salle   |        |
| Clausura 2015 | Sandro Patiño         | San Simón            | Giovanny Vargas          | Vikingos        |        |
| 2016          | Sandro Patiño         | San Simón            | Juan Marcos Kass         | Pichincha       | [ 9 ]  |
| 2017          | Giovanny Vargas       | Calero               | Diego D'Andrea           | Pichincha       |        |
| 2018          | Giovanny Vargas       | Calero               | Sandro Patiño            | CAN             | [ 10 ] |
| 2019          | Fabricio Salas        | Pichincha            | Gaston Fernández         | Nacional Potosí | [ 11 ] |
| 2021          | Diego D'andrea        | Nacional Potosí      | Fabricio Salas           | Pichincha       |        |
| 2022          | Giovanny Vargas       | Pichincha            | Juan Manuel Varas        | Atómico Calero  |        |
| 2023          | Diego D'Andrea        | Leones               | Matias Martinho          | Nacional Potosí |        |
| 2024          | Álvaro Castiñeira     | Nacional Potosí      | Leonardo Fabián Villagra | Tarija Básquet  |        |
| 2025          | Sandro Patiño         | Universitario (USFX) | José Gatti               | Nacional Potosí |        |

### Campeonatos por jugadores
| Jugador              | Títulos                              | Total |
| -------------------- | ------------------------------------ | ----- |
| Cristhian Camargo    | 2015-C, 2016, 2017, 2018, 2021, 2024 | 6     |
| Ronald Arze          | 2015-A, 2017, 2018, 2019, 2023       | 5     |
| Luis Osvaldo Salinas | 2019, 2022, 2023, 2024               | 4     |

### Invictos más largos
Las distintas rachas de los equipos que más tiempo han permanecido en calidad de invicto
En negrita los equipos que actualmente compiten en la Liga Boliviana de Básquetbol.
Conteo hasta la temporada 2022 inclusive.
| - 24 - Pichincha de Potosí - 21 - Pichincha de Potosí - 19 - Pichincha de Potosí - 19 - San Simón de Cochabamba - 15 - Calero de Potosí - 14 - Nacional Potosí - 11 - San Simón de Cochabamba - 11 - Nacional Potosí de Potosí |

### Equipos bolivianos en la Liga Sudamericana de Clubes
La siguiente tabla muestra la participación de los equipos bolivianos en la Liga Sudamericana de Clubes desde su creación en el año 1996 hasta la fecha.
Última actualización: Liga Sudamericana de Básquetbol 2019.
| Año     | Equipos participantes              | Campaña                            | Resultados                         |
| ------- | ---------------------------------- | ---------------------------------- | ---------------------------------- |
| 1996    | Ingavi                             | Primera Fase                       | 1-5                                |
| 1997    | Ingavi                             | Primera Fase                       | 1-5                                |
| 1998    | Ingavi                             | Primera Fase                       | 0-6                                |
| 1999    | Andino                             | Primera Fase                       | 1-2                                |
| 2000    | UTEPSA                             | Primera Fase                       | 0-3                                |
| 2001    | Real Santa Cruz                    | Primera Fase                       | 0-3                                |
| 2002    | Real Santa Cruz                    | Primera Fase                       | 0-3                                |
| 2003    | No hubo torneo                     | No hubo torneo                     | No hubo torneo                     |
| 2004    | Real Santa Cruz                    | Primera Fase                       | 0-3                                |
| 2005    | La Salle                           | Primera Fase                       | 0-2                                |
| 2006    | No participó ningún club boliviano | No participó ningún club boliviano | No participó ningún club boliviano |
| 2007    | Nonis                              | Primera Fase                       | 0-3                                |
| 2008    | Millonarios                        | Primera Fase                       | 0-3                                |
| 2009 I  | La Salle                           | Primera Fase                       | 0-3                                |
| 2009 II | Millonarios                        | Primera Fase                       | 0-3                                |
| 2010    | No participó ningún club boliviano | No participó ningún club boliviano | No participó ningún club boliviano |
| 2011    | Amistad                            | Primera Fase                       | 0-3                                |
| 2012    | Amistad                            | Primera Fase                       | 0-3                                |
| 2013    | CAN                                | Primera Fase                       | 0-3                                |
| 2014    | La Salle                           | Primera Fase                       | 0-3                                |
| 2015    | Vikingos                           | Primera Fase                       | 0-3                                |
| 2016    | San Simón                          | Primera Fase                       | 0-3                                |
| 2017    | Calero                             | Primera Fase                       | 1-2                                |
| 2018    | Calero                             | Primera Fase                       | 1-2                                |
| 2019    | Pichincha                          | Primera Fase                       | 2-1                                |
| 2022    | Pichincha                          | Primera Fase                       | 0-3                                |
| 2023    | Leones                             | Primera Fase                       | 0-3                                |
| 2024    | Nacional Potosí                    | Primera Fase                       | 0-3                                |

#### Tabla histórica Liga Sudamericana (1996-2019)
Se toman en cuenta las 24 ediciones de la Copa desde 1996 hasta 2019.
Última actualización: Liga Sudamericana de Baloncesto 2019.
| Pos. | Equipo          | Part. | Mejor ubicación | PJ | PG | PP | PF   | PC   | Dif. | Puntos |
| ---- | --------------- | ----- | --------------- | -- | -- | -- | ---- | ---- | ---- | ------ |
| 1    | Ingavi          | 3     | Primera Fase    | 18 | 2  | 16 | 1631 | 2074 | -443 | 20     |
| 2    | Real Santa Cruz | 3     | Primera Fase    | 9  | 0  | 9  | 606  | 946  | -340 | 9      |
| 3    | Pichincha       | 2     | Primera Fase    | 6  | 2  | 4  | 463  | 502  | -39  | 8      |
| 4    | Calero          | 2     | Primera Fase    | 6  | 2  | 4  | 479  | 521  | -42  | 8      |
| 5    | La Salle        | 2     | Primera Fase    | 6  | 0  | 6  | 347  | 551  | -204 | 6      |
| 6    | Amistad         | 2     | Primera Fase    | 6  | 0  | 6  | 398  | 645  | -247 | 6      |
| 7    | Millonarios     | 2     | Primera Fase    | 6  | 0  | 6  | 325  | 715  | -390 | 6      |
| 8    | Andino          | 1     | Primera Fase    | 3  | 1  | 2  | 223  | 288  | -65  | 4      |
| 9    | San Simón       | 1     | Primera Fase    | 3  | 0  | 3  | 200  | 239  | -39  | 3      |
| 10   | Vikingos        | 1     | Primera Fase    | 3  | 0  | 3  | 161  | 239  | -78  | 3      |
| 11   | UTEPSA          | 1     | Primera Fase    | 3  | 0  | 3  | 212  | 303  | -91  | 3      |
| 12   | Nonis           | 1     | Primera Fase    | 3  | 0  | 3  | 145  | 326  | -181 | 3      |
| 13   | CAN             | 1     | Primera Fase    | 3  | 0  | 3  | 207  | 416  | -209 | 3      |
| 14   | La Salle        | 1     | Primera Fase    | 2  | 0  | 2  | 94   | 201  | -107 | 2      |